# عمارة عصر النهضة في وسط وشرق أوروبا

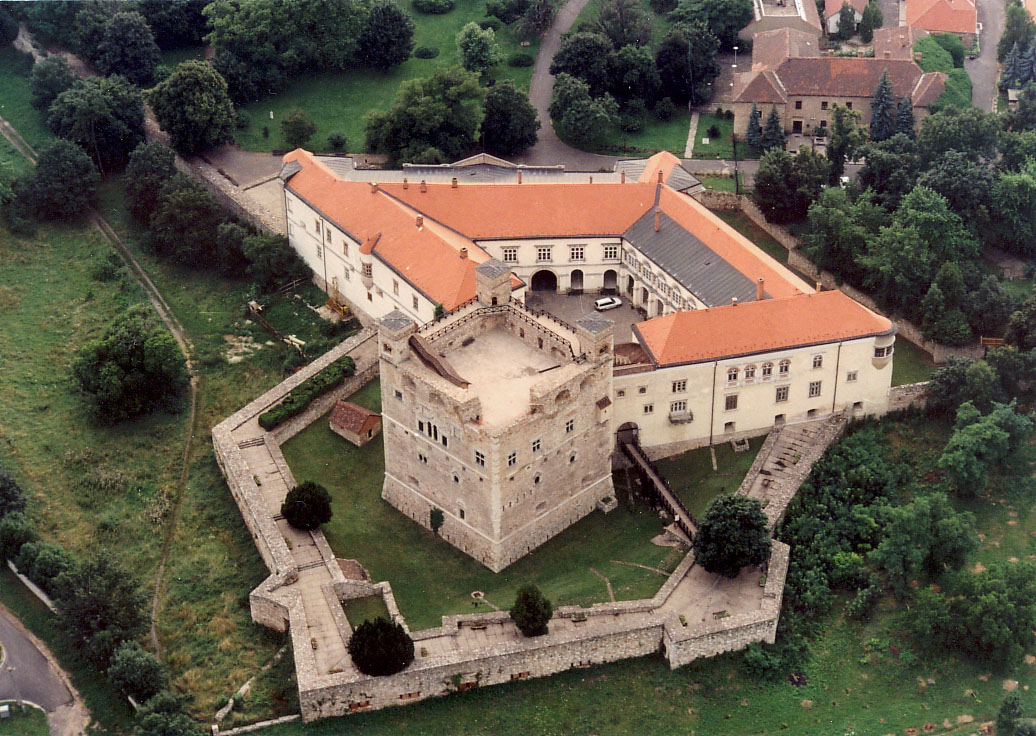
قلعة راكوتشي – ساروسباتاك

تُعد عمارة عصر النهضة الأسلوب الذي تطور أولًا في فلورنسا ثم في روما وأجزاء أخرى من إيطاليا نتيجة النهضة الإنسانية والاهتمام المتجدد بالعمارة الكلاسيكية. كانت جزءًا من الحركة العامة المعروفة باسم النهضة الإيطالية، التي انتشرت خارج إيطاليا وأثرت على العديد من جوانب المنح الدراسية والفنون. عندما صُدرت روح عصر النهضة إلى أوروبا الشرقية، كان عليها التنازل عن التقاليد والمناخات المحلية. يختلف أسلوب عصر النهضة من مكان إلى آخر في جميع أنحاء المنطقة مع العديد من الخصائص المحلية التي تدل على ذلك.

## عمارة عصر النهضة في مملكة بولندا
تنقسم العمارة في عصر النهضة البولندي إلى ثلاث فترات: الفترة الأولى (1500- 1550) وهي الفترة المسماة الفترة «الإيطالية». أُنشئت معظم مباني عصر النهضة في هذا الوقت على يد المعماريين الإيطاليين، وخاصة من فلورنسا، بمن فيهم فرانشيسكو فيورنتيو وبارتولوميو بيريتشي.
في الفترة الثانية (1550- 1600)، أصبحت عمارة عصر النهضة أكثر شيوعًا، مع بدايات المانييريزمو وتحت تأثير هولندا، ولاسيما في بوميرانيا. تشمل المباني على قاعة كلوث الجديدة في كراكوف ومجالس المدينة في تارنوف، ساندوميرز، تشيلم (هُدمت) وأكثرها سوءًا في «بوزنان». تُعد زاموشتش مثالًا فريدًا لمدينة النهضة في أوروبا الوسطى.
في الفترة الثالثة (1600- 1650)، أعطت القوة الصاعدة لليسوعيين والإصلاح المضاد زخمًا لتطوير العمارة والباروك. 

## عمارة عصر النهضة مملكة المجر
كانت المجر واحدة من أقدم الأماكن التي تأثرت بأسلوب عصر النهضة المعماري، إذ أنه في الواقع كانت المملكة الرسولية أول من احتضن أسلوب عصر النهضة شمال جبال الألب. ظهر الأسلوب بعد زواج الملك ماتياس كورفينوس وبياتريس من نابولي عام 1476. كان ماتياس في الخامسة عشرة من عمره عندما انتُخب ملكًا على المجر. تلقى ماتياس تعليمه باللغة الإيطالية، وأدى افتتانه بإنجازات عصر النهضة الإيطالية إلى تعزيز التأثيرات الثقافية المتوسطية في المجر. وصل العديد من الفنانين والحرفيين والبنائين الإيطاليين إلى بودا مع الملكة الجديدة. سافر أحدهم ويُدعى أرسطو فيرافانتي، من المجر إلى موسكو حيث بنى كاتدرائية دورميتيون. من أهم أعمال العمارة الكنسية في عصر النهضة المجرية كنيسة باكوش في إزتر غوم، وهي أول كنيسة صغيرة مركزية خارج إيطاليا. أُعيد بناء الكنيسة التي تعود للقرون الوسطى في عام 1823، ونُقلت الكنيسة الصغيرة حجرًا بحجر إلى موقع مختلف، لدمجها في كاتدرائية إزترغوم الكلاسيكية الجديدة.
جرى توسيع قلعة بودا وتحديثها بأسلوب عصر النهضة. بنى الملك ماتياس أيضًا قصرًا صيفيًا فخمًا في فيشيغراد ونُزل صيد إيطالي في بودانيك. دُمرت هذه الآثار إلى حد كبير في الحروب العثمانية ولكن أُعيد بناء قصر فيشيغراد نحو 2000 و69 سنوات مضت.
وضع الفتح العثماني للمجر عام 1526 نهاية مفاجئة لعصر النهضة المجري قصير العمر. تلاشى البلاط الملكي، لكن أسر ملاك الأراضي المجريين في المجر الملكية، بنت الكثير من القلاع بأسلوب عصر النهضة الإقليمية في القرنين السادس عشر والسابع عشر.
بُنيت العديد من قلاع عصر النهضة الهامة في ترانسيلفانيا، التي كانت في ذلك الوقت إمارة مستقلة، صُمم قصر غابرييل بيثلين في غولافاهيرفار (الآن ألبا يوليا، رومانيا) من قبل المعماريين الإيطاليين. استمر عصر النهضة الترانسيلفاني بشكل جيد حتى النصف الأول من القرن الثامن عشر بسبب المحافظة الجمالية على البلاد. حافظت العمارة العامية في ترانسيلفانيا على تفاصيل عصر النهضة لفترة طويلة.